# H. R. Giger
Hans Rudolf „Ruedi“ Giger (5. února 1940 Chur – 12. května 2014 Curych) byl švýcarský malíř, sochař a návrhář, známý především jako stvořitel uměleckého směru s názvem biomechanický surrealismus a tvůrce hollywoodského monstra Vetřelce.

## Biografie
Narodil se roku 1940 v hlavním městě švýcarského kantonu Graubünden Churu jako syn lékárníka. Od mládí fascinován vším temným, později nacházel inspiraci v pracích Salvadora Dalího a Jeana Cocteau. Po dokončení gymnázia začal studovat architekturu a průmyslový design na Zurich School of Applied Arts.
Roku 1966 poprvé vystavoval své perokresby a olejomalby. Tato výstava byla natolik úspěšná, že v několika letech znal jeho práce celý svět. Téhož roku se Giger seznámil s herečkou Li Tober. Odstěhovali se do Curychu, kde Giger tvořil svá slavná díla Birth Machine, Astro-Eunuchs a Under the Earth. Roku 1970 Li opustil a odstěhoval se ke své přítelkyni Evelyn. Tehdy zažil poprvé jednu ze svých nočních můr, jež se stala impulsem k obrázkové knize Necronomicon. Přešel na techniku airbrush a jeho kresby a malby si pro svou tematiku vysloužily celosvětově přijímaný název „biomechanický surrealismus“.
V 70. letech se osobně setkal s Dalím, dostal nabídku ke spolupráci na filmovém zpracování sci-fi Duna, pro něž vytvořil design a nábytek Harkonnen, který se začal vyrábět později v 80. letech a kupovaly si jej nejluxusnější restaurace. Na cestách v USA potkal svou ženu Miu Binzanigo.
Navštívil jej také Keith Emmerson. Výsledkem setkání byla Gigerova obálka desky Brain Salad Surgery skupiny Emerson, Lake and Palmer (vydané 1973). Obálky LP desek tvořil již od roku 1969 a i později, např. pro Debbie Harry a její Koo Koo z roku 1981.
Necronomicon též uchvátil amerického režiséra Ridleyho Scotta, pro něhož Giger navrnul Vetřelce, což mu v roce 1980 vyneslo Oscara za nejlepší vizuální efekty. Rozvedl se s Miou, zůstali však stále přáteli a Mia mu nadále pomáhala s jeho výstavami. Stále maloval, tvořil plastiky, psal filmové scénáře a točil filmy, navrhoval šperky, ilustroval, otevřel první tzv. Giger bar. V polovině 90. let koupil středověký hrad ve švýcarském Gruyères, kde v roce 1998 otevřel své vlastní muzeum. Několik let před svou smrtí přestal malovat a věnoval se prioritně tomuto svému muzeu.
V poslední době žil v curyšské čtvrti Seebach. 12. května 2014 zemřel v nemocnici na zranění způsobená pádem ze schodů ve svém domě v Seebachu.

## Styl

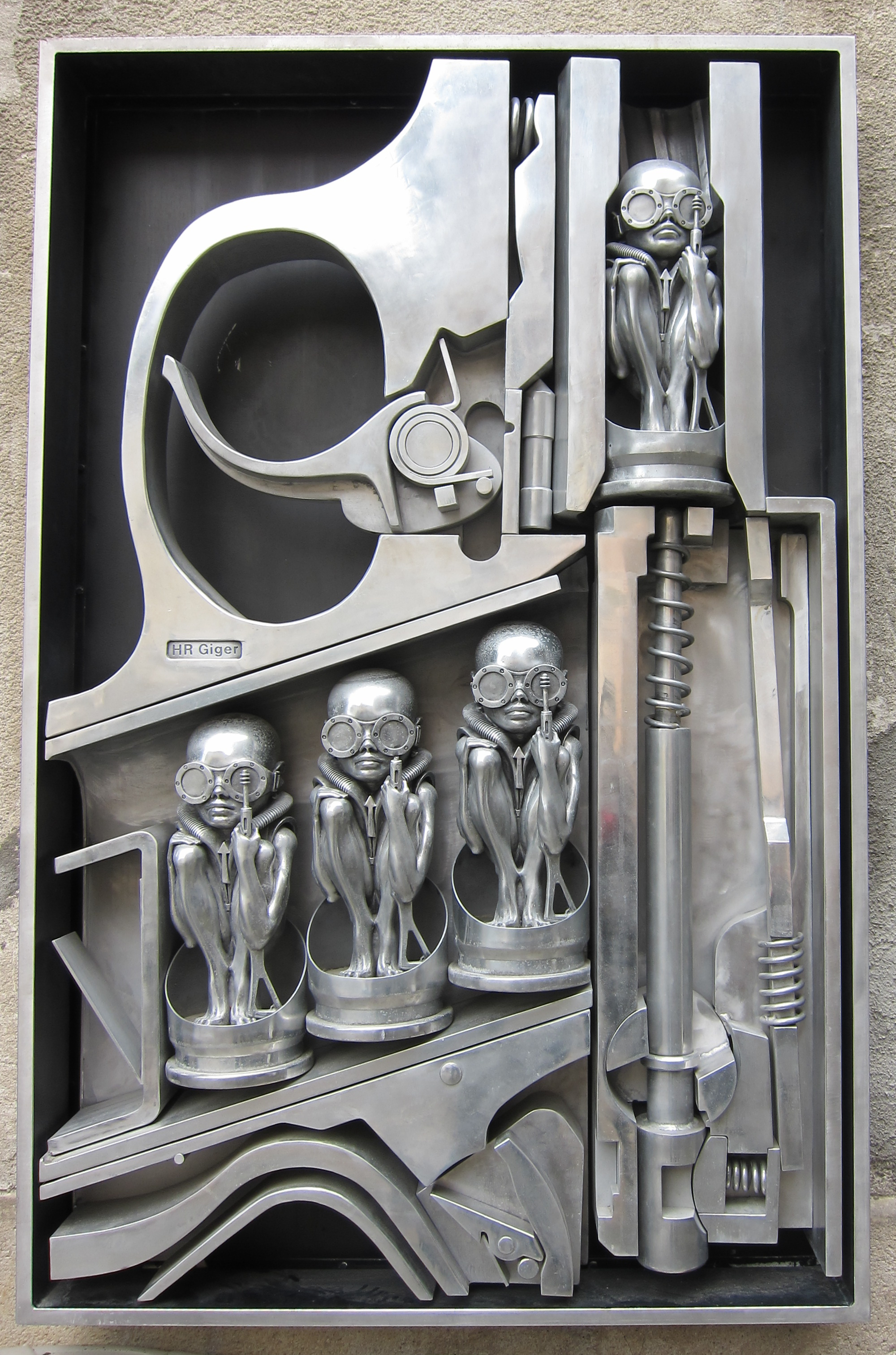
Birth Machine

Vychází ze surrealismu, existencialismu a postkatastrofické skepse, kterou přinesly obě světové války. Největší inspirace však nachází ve svých podivných nočních můrách, kterých se zbavuje tím, že se z nich „vymaluje“ ven. Typickými znaky jeho technokultury je brutalita, násilí, chaos, zoufalství, perverze, a také temná erotika. Do obrazů nasazuje torza, či jiné části lidských těl, obzvláště žen, které spojuje s chladnými fantaskními stroji ve zvláštní kombinace. Právě takový hybrid, mutant, jakýsi mechanický organismus, je Gigerem nazýván Biomechanoid. Autor při jejich tvorbě klade velký důraz na anatomickou a mechanickou funkčnost, až je z těchto tvorů cítit vůle k pohybu.
Předchůdci biomechanoidů byly tzv. Atomové děti – vize lidí přeživších nukleární útok a jejich nového života. V jejich zčernalých svalech se začínají objevovat mechanické a hydraulické prvky, které ústí v prototyp postapokalyptické formy života.
Často se zaměřuje na lidskou reprodukci, jeho postavy často žijí drsným životem plným sexu. Při jeho zobrazování vychází z okultních praktik Aleistera Crowleyho, historických vizí sabatu a studia mechaniky. Typické jsou erotické vize, ve kterých spojuje penisy a pochvy v pekelné strojovny. Mužská přirození v těchto kopulačních scenériích jsou ve funkci červů, pístů, potrubí a bodných zbraní, ženská se na ně vrhají s hrozbou pohlcení a destrukce. Když americký punkový zpěvák Jello Biafra z kapely Dead Kennedys vložil do obalu své desky Gigerův obraz s provokujícím motivem, objevily se hlasy, které prohlásily plakát za pornografii. Giger obvinění odmítl a na znamení pohrdání nad nepochopením vrátil Oscara. Dvěma trestním oznámením z šíření pornografie čelil i časopis Reflex, když na obálku čísla 21 umístil reprodukci obrazu „Krajina penisů“.

## Vetřelec

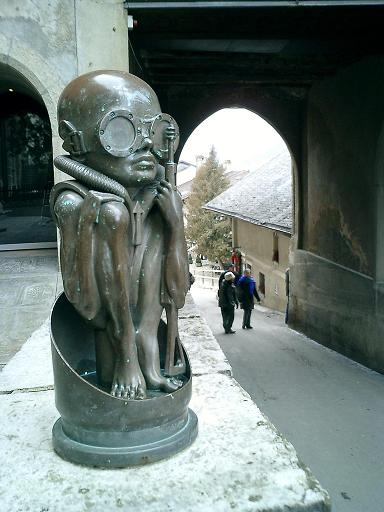
Plastika před Gigerovým muzeem v Gruyères

Když mu režisér Ridley Scott nabídl spoluúčast na tvorbě monstra pro film Vetřelec, vycházel z biomechanoidů obsažených v Necronomiconu, které naplňovaly původní vize. Začal navrhovat objekty a scény ve filmu a také různé varianty postavy vetřelce. Některé původní návrhy byly z různých důvodů zamítnuty – například velké elipsovité oči připomínaly spíše motoristické brýle. Giger nakonec vytvořil celý životní cyklus vetřelce – od vylíhnutí tvora, který se přisál na obličej oběti, aby do ní vložil zárodek vetřelce, až po jeho dosáhnutí dospělosti. Vetřelec byl zhotoven jako oblek, který si navlékal herec nebo kaskadér. Povrch a základní konstrukce byly vytvořeny z elektroinstalačních materiálů, hadic a pryže. Hlava nesla pohybový mechanismus, který otevíral čelisti a vymršťoval vnitřní čelist. Hlav vzniklo několik, základem byla lidská lebka bez dolní čelisti, zasazená do protáhlého skeletu hlavy. Tvůrci nejdříve plánovali, že herec mechanismus unese, ale později se ukázalo, že hlava je příliš těžká a nebylo možné ji ani podpírat pomocí ocelových lan. Takže nakonec vznikla statická hlava s mechanikou, která se točila v detailních scénách a zbytek zůstal na herci, navlečeném v obleku vetřelce. Tvůrci měli mnoho práce s tím, jaký zvolit materiál pro oblek, nakonec se jako nejlepší materiál ukázal být latex. Režisér chtěl původně vetřelce průhledného, potom slevil jen na průhlednou hlavu, ve které měl být vidět mozek, ale nakonec se i od toho upustilo. Vývoj filmu byl provázen nervozitou a spěchem. Vzniknul však snímek, který se stal legendou. Za speciální efekty k filmu Vetřelec byl od Americkou akademií věd a umění oceněn Oscarem. Spolupracoval i na třetím dílu vetřelce, kdy navrhl zcela nové monstrum – změnil vnitřní čelist na jazyk, upravil hlavu, dal vetřelci lidské rty, pozměnil zádovou část a udělal z něj mnohem dravějšího a rychlejšího tvora. Filmaři s tím však nebyli spokojeni, a tak změny byly spíše jen kosmetického rázu. Od druhého dílu se potýkal s problémy s autorstvím, když společnost 20th Century Fox odmítla Gigera uvést jako spoluautora, ale jen jako tvůrce původního návrhu. Ve čtvrtém díle jeho jméno již nebylo uvedeno vůbec.

## Giger Bar

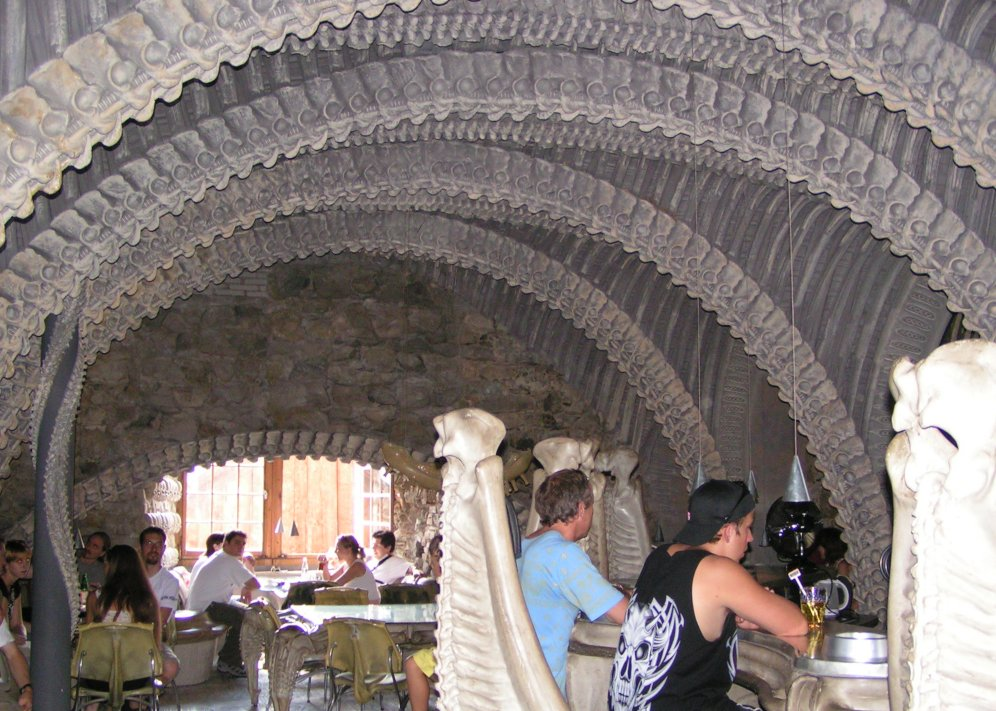
Gigerbar na hradě Gruyères

První Giger Bar měl být otevřen v New Yorku. Když se ukázalo, že jeho konstrukce bude příliš drahá, bylo rozhodnuto, že lepší bude počkat, dokud nebude dostatek finančních prostředků. Tehdy se Giger potkal s architektem Thomasem Domenigem, který pracoval na výstavbě kavárny v Gigerově rodišti, ve městě Chur. Podařilo se mu Domeniga přesvědčit, aby místo kavárny vybudoval právě Giger bar. Výstavba trvala dva roky. Bar byl oficiálně otevřen 8. února 1992.
Druhý bar byl otevřen v roce 2003 hned vedle Muzea HR Giger, které se nachází na hradě Gruyéres ve Švýcarsku.

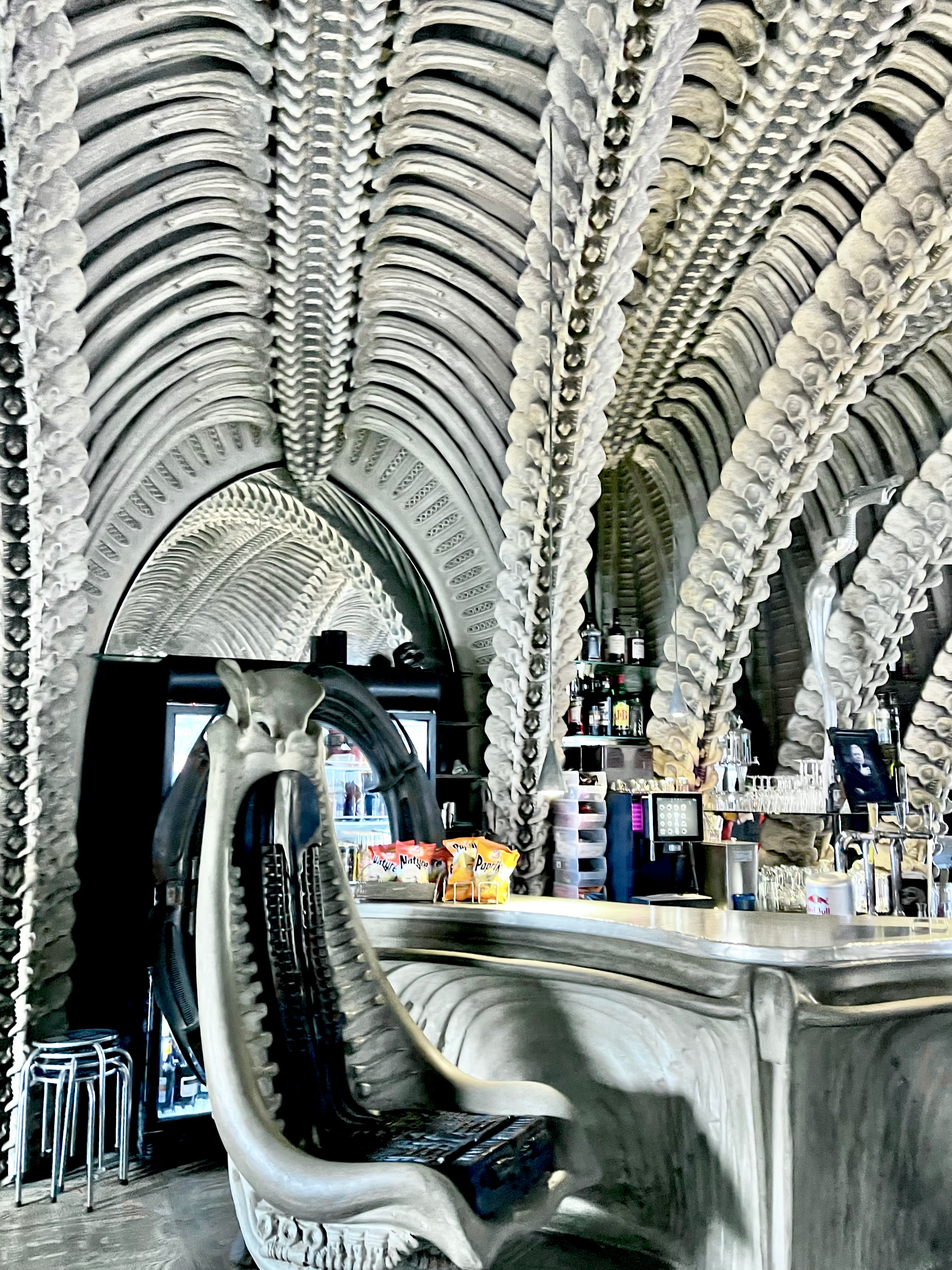
Giger Bar, Gruyères, 2023.

Bary jsou celé v duchu biomechaniky. Giger navrhl design veškerého interiéru, od páteřovitých stěn a stropu, vstupních dveří, sedadel a stolů, lamp, až po bar samotný. Vše je vymodelováno tak, že se návštěvník cítí jako ve filmu Vetřelec.

### Giger bary
- Chur, Švýcarsko (otevřen 8.2.1992)
- Gruyères, Švýcarsko (otevřen 2.4.2003)
- Tokio, Japonsko (vybudován koncem 80. let, ale Giger se od něj distancoval a po pěti letech byl uzavřen)
- New York, USA (uzavřen po třech letech provozu v roce 2002)

## Dílo

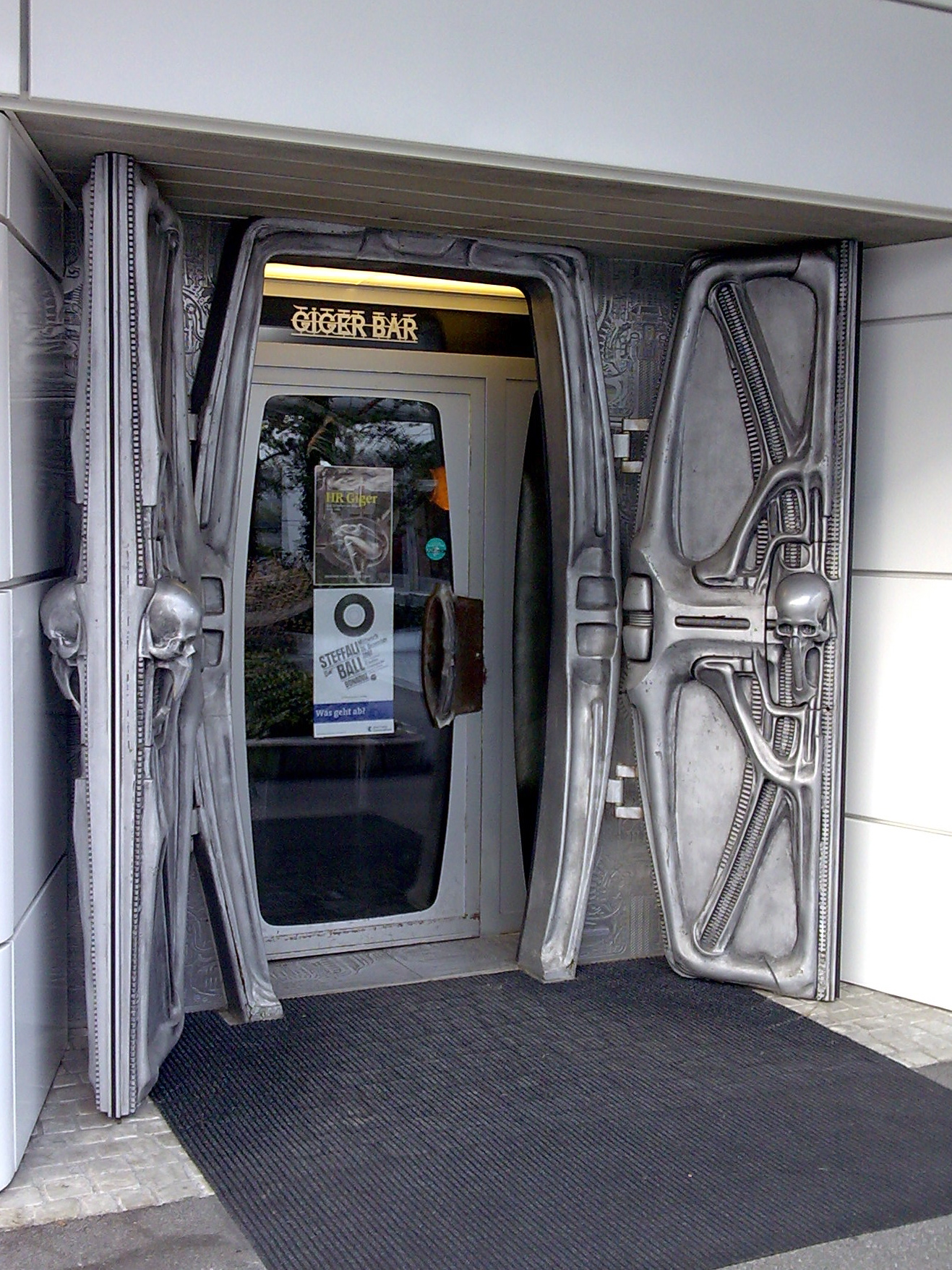
Gigerbar v Churu

### Knihy
- ARh+ (1971)
- Passagen (1974)
- H.R.Giger bei Sydow-Zirkwitz (1976)
- H.R.Giger’s Necronomicon I (1977)
- H.R.Giger’s Alien (1980)
- New York City (1981)
- H.R.Giger’s Retrospective 1964–1984 (1984)
- H.R.Giger’s Necronomicon II (1985)
- H.R.Giger’s Biomechanics (1988)
- H.R.Giger’s ARh+ (1992)
- H.R.Giger’s Sketchbook 1985 (1992)
- Watch Abart ’93 (1993)
- H.R.Giger’s Species Design (1995)
- H.R.Giger’s Filmdesign (1996)
- Visioni di fine millennio (1996)
- www HR GIGER com (1996)
- The Mystery of San Gottardo (1998)
- HR Giger, Icons (2002)
- Le monde selon HR Giger (2004)
- HR Giger in Prague (2005)
- Giger in Wien (2006)
- The Oeuvre before Alien (2007)
- H.R.Giger Escultura, Grafica i Disseny (2007)
- H.R.Giger in Gruyeres-First Decade (2008)
- H.R.Giger Kunst Design Film (2009)
- H.R.Giger Atzera Begirakoa Retrospectiva (2009)
- H.R.Giger in Obwalden (2010)
- H.R.Giger Alien Diaries 7/8 (2013)
- H.R. Giger and the Zeitgeist of the Twentieth Century (2014)
- H.R.Giger Polaroids (2014)

### Filmy
- Vetřelec (Alien) – Oscar za nejlepší filmové efekty
- Vetřelci (Aliens)
- Vetřelec 3 (Alien 3)
- Vetřelec: Vzkříšení (Alien Resurrection)
- Future Kill – plakát
- Poltergeist II
- Tokyo: The Last Megalopolis – design příšer
- Mutant (Species)
- Killer Condom
- Batman navždy (Batman Forever) – Giger navrhl design Batmobilu, nakonec ve filmu nepoužit
- Prometheus

#### Nerealizované filmy
- Duna (Dune) – Giger navrhoval pro režiséra Alejandra Jodorowského, režisér filmového zpracování z roku 1984 David Lynch s Gigerem již nespolupracoval
- The Tourist
- The Train
- The Mystery of San Gottardo
- Dead Star

### Hudba
- Celtic Frost – album To Mega Therion
- Triptykon – alba Eparistera Daimones a Melana Chasmata
- hide – album Hide Your Face
- Magma – album Attahk
- Emerson Lake and Palmer – album Brain Salad Surgery
- Deborah Harry – album Coo Coo
- Dead Kennedys – album Frankenchrist
- Danzig – album III: How The Gods Kill
- Atrocity – album Hallucinations
- Korn – stojan na mikrofon
- Carcass – album Heartwork
- Blondie – kytara „Gigerstein“
- Dr. Death – album Somewhere in Nowhere
- Clepsydra – album Hologram

### Počítačové hry
- Dark Seed
- Dark Seed II
- Scorn

## Výstavy v Česku
- 2005 – Mimo dobro, duben – červenec 2005, Národní technické muzeum v Praze[3]
- 2023 – Metamorphoses, červen – listopad 2023, Alšova jihočeská galerie v Hluboké nad Vltavou[4]